# Harald Nordenson
Harald Nordenson, född 10 augusti 1886 i Göttingen, Tyskland, död 3 februari 1980 i Turinge församling, Stockholms län, var en svensk kemist, företagsledare och riksdagspolitiker (Högerpartiet).

## Karriär
Nordenson blev 1914 filosofie doktor i kemi vid Uppsala universitet och 1914–1919 var han docent där. 1917 blev han teknisk chef på Liljeholmens stearinfabrik och verkställande direktör 1929, en post han innehade fram till 1950, för att sedan vara bolagets styrelseordförande 1950–1963.
Utöver sin karriär vid Liljeholmens hade Nordenson en stor mängd andra ordförande- och andra uppdrag i bland annat Svenska Dagbladet AB 1940–1962, Dramatiska teatern 1933–1938, Stockholms handelskammare 1939–1957, Stockholmshögern 1948–1950 och Nitroglycerin AB 1938–1960.
Nordenson var även politiker och var ledamot av Sveriges riksdags första kammare 1938–1953.
Nordenson invaldes 1930 som ledamot av Kungliga Ingenjörsvetenskapsakademien (avdelning IV), blev 1945 ledamot av Vetenskaps-Societeten i Uppsala och 1948 ledamot av Kungliga Vetenskapsakademien.

## Släkt
Nordenson var son till ögonläkaren Erik Nordenson och Bertha Kleman. År 1914 gifte han sig med Clare Lagercrantz (1891–1978), som var dotter till envoyén Herman Lagercrantz och Hedvig Croneborg. Han var far till Jonas Nordenson, Lars Nordenson och Ulf K. Nordenson.
Makarna Nordenson är begravda på Turinge kyrkogård.

## Utmärkelser
- Kommendör med stora korset av Nordstjärneorden, 6 juni 1957.[7]